# Мусоленте
Мусоленте (итал. Mussolente) је насеље у Италији у округу Виченца, региону Венето.
Према процени из 2011. у насељу је живело 3166 становника. Насеље се налази на надморској висини од 113 м.

## Становништво
Према резултатима пописа становништва 2011. у општини је живело 7.653 становника.
| 1931. | 1936. | 1951. | 1961. | 1971. | 1981. | 1991. | 2001. | 2011. |
| ----- | ----- | ----- | ----- | ----- | ----- | ----- | ----- | ----- |
| 3.781 | 3.754 | 4.182 | 4.217 | 4.733 | 5.680 | 6.059 | 6.663 | 7.653 |

## Партнерски градови
- Умаг